# 28 июля
28 июля — 209-й день года (210-й в високосные годы) по григорианскому календарю.
До конца года остаётся 156 дней.
До 15 октября 1582 года — 28 июля по юлианскому календарю, с 15 октября 1582 года — 28 июля по григорианскому календарю.
В XX и XXI веках соответствует 15 июля по юлианскому календарю.

## Праздники и памятные дни
См. также: Категория:Праздники 28 июля

### Международные
- Всемирный день борьбы с гепатитом.

### Национальные
- Перу — День независимости.
- Россия — День крещения Руси.
- Сан-Марино — День победы над фашизмом.
- Украина — День крещения Киевской Руси — Украины[2].

### Профессиональные
- Россия — День PR-специалиста[3]

### Религиозные
Православие
- Память мученика Кирика и мученицы Иулитты (ок. 305);
- память равноапостольного великого князя Владимира, во Святом Крещении Василия (1015);
- Собор Киевских святых;
- память мученика Авудима Тенедосского (IV в.);
- память священномученика Петра Троицкого, диакона (1938).

### Именины
- Православные[6] (дата по новому стилю):
  - Авудим — мученик Авудим Тенедосский
  - Василий — равноапостольный великий князь Владимир (имя в крещении).
  - Владимир:
    - равноапостольный великий князь Владимир.
    - князь ржевский Владимир

  - Иустиниан (Юстиниан)  — император Юстиниан II.
  - Кирик (Кириак), (Кирьяк) — мученик Кирик.
  - Лоллиан — мученик Лоллиан.
  - Пётр — священномученик Пётр (Троицкий).
  - Агриппина — княгиня ржевская Агриппина
  - Иулитта (Юлитта, Улита) — мученица Иулитта
  - Матрона — обретение главы преподобной Матроны Хиосской

## События
См. также: Категория:События 28 июля

### До XIX века
- 754 — Впервые проведена церемония коронования и помазания короля Франции из династии Каролингов. В базилике Сен-Дени папа Стефан II короновал Пипина Короткого.
- 1330 — между сербами и болгарами состоялась битва при Вельбужде.
- 1586 — Сэр Томас Хэрриот привёз в Великобританию и Ирландию картофель.
- 1713 — Указом Петра I Великого образована Рижская губерния.
- 1741 — Корабль Витуса Беринга достиг побережья Аляски.
- 1764 — В Санкт-Петербурге, на Васильевском острове, заложен каменный Андреевский собор (архитектор А. Ф. Вист).

### XIX век
- 1814 — Поэт Перси Биши Шелли бежал с 16-летней Мэри Годвин из Англии во Францию. Причиной бегства было то, что Шелли был уже женат. Лишь после смерти его первой жены Харриет Уэстбрук (Harriet Westbrook) в 1816 году они смогли пожениться.
- 1821 — Перу объявила независимость от Испании.
- 1834 — Открытие Киевского университета им. св. Владимира.
- 1844 — Вдова А. С. Пушкина Наталья Пушкина вторично вышла замуж (за генерала П. Ланского).
- 1847 — Поселения Лондон и Брентфорд (Онтарио, Канада) получили статус городов.
- 1851 — Впервые в мире сфотографировано (запечатлено на дагеротипе) полное солнечное затмение.
- 1858
  - Отпечатки пальцев впервые использованы для идентификации.
  - Французский фотограф и карикатурист Феликс Надар, запатентовавший в 1855 году идею использования аэрофотографии для изготовления карт и целей разведки, провёл первую в истории аэрофотосъёмку, совершив для этого подъём на аэростате.
- 1862 — В штате Монтана (США) найдено золото, что вызвало золотую лихорадку.
- 1864 — американская армия под командованием Альфреда Салли сгоняют сиу со своих мест проживания в ходе битвы у Киллдир-Маунтин.
  - Сражение при Эзра-Чёрч, одно из сражений Атлантской кампании.
- 1866 — Принят закон, позволяющий использование в США метрической системы.
- 1868
  - Принята 14-я поправка к Конституции США, обеспечивающая гражданство любому человеку, родившемуся на территории США. Главной целью поправки было обеспечить гражданство бывшим темнокожим рабам.
  - Разрешена неограниченная иммиграция китайцев в США.
- 1896 — Во Флориде основан город Майами.

### XX век
- 1907 — В Санкт-Петербурге Россия и Япония подписали соглашение о защите морских львов и котиков.
- 1909 — предполагаемая дата одного из крупнейших кораблекрушений XX века: английский пассажирский пароход «Уарата», на борту которого находилось 211 пассажиров и членов экипажа, вышедший из порта Дурбан, пропал без вести вместе с людьми; найти судно не удалось[7].
- 1914 — Австро-Венгрия объявила войну Сербии. Начало Первой мировой войны.
- 1916 — В Англии запрещён импорт опиума и кокаина.
- 1919
  - Основание Международного астрономического союза.
  - Сен-Жерменский договор между странами Антанты и Австрией, по которому Чехословакия, Югославия, Польша и Венгрия получили независимость.
- 1920
  - Решением союзников Польше передан город Тешин, на который претендовала Чехословакия.
  - США осудили японскую оккупацию Сахалина.
- 1923 — В Москве проведён первый в России матч по волейболу.
- 1926 — Финансовый кризис в Бельгии. Франк девальвировался, и король Альберт I дал правительству чрезвычайные полномочия на 6 месяцев.
- 1928 — В Амстердаме торжественно открыты Летние Олимпийские игры 1928.
- 1935 — Поднялся в воздух прототип бомбардировщика B-17 «Летающая крепость».
- 1942 — Приказ № 227 Народного комиссара обороны СССР «Ни шагу назад»
- 1943 — пик «операции Гоморра» (бомбардировки Гамбурга), огненный смерч, б. 40 тыс. погибших.
- 1944 — От нацистских захватчиков был освобождён город Брест в Белорусской ССР.
- 1945 — Столкновение бомбардировщика B-25 со зданием Эмпайр-стейт-билдинг
- 1947 — В Румынии распущена Национальная крестьянская партия (самая влиятельная в стране).
- 1951 — Премьера мультфильма Уолта Диснея «Алиса в Стране чудес».
- 1957
  - В Москве начался VI международный фестиваль молодёжи и студентов. На него приехали 34 тыс. юношей и девушек из 131 страны мира.
  - Основана Христианско-демократическая партия Чили.
- 1959 — В Англии введены почтовые коды и установлены автоматические сортировочные машины.
- 1962 — Катастрофа Ан-10 под Гаграми.
- 1964
  - Мао Цзэдун ответил отказом на предложение Никиты Хрущёва участвовать в Международной конференции коммунистических и рабочих партий.
  - Основан колледж Дарвина Кембриджского университета.
- 1973 — Первое место в британском хит-параде занял Гари Глиттер (Gary Glitter) с песней «I’m the Leader of the Gang (I Am)».
- 1976 
  - Таншаньское землетрясение, крупнейшее в XX веке по количеству жертв.
  - Катастрофа Ил-18 в Братиславе.
- 1978 — Цена золота впервые превысила уровень 200 долларов за унцию.
- 1980
  - Многотысячные похороны Владимира Высоцкого в Москве, на Ваганьковском кладбище.
  - Перу приняла конституцию.
- 1983 — В Шри-Ланке запрещены все сепаратистские организации.
- 1984 — В Лос-Анджелесе открылись XXIII летние Олимпийские игры, бойкотируемые соцстранами.
- 1988
  - В СССР разрешены неофициальные митинги, демонстрации и шествия.
  - В СССР впервые за 21 год прибыли израильские дипломаты.
- 1989
  - Правительство Мозамбика отказалось от марксизма как государственной идеологии.
  - Верховный Совет Латвийской ССР провозгласил суверенитет Латвии.
- 1991 — Создан Союз офицеров Украины.
- 1992
  - В Афганистане женщинам запрещено появляться на телевидении.
  - Правительство РФ приняло постановление «О совершенствовании деятельности туристских и альпинистских спасательных служб, пунктов и центров». День образования поисково-спасательных служб МЧС России.
- 1994 — Принята конституция Молдовы.
- 1995
  - Индийские власти приняли решение о переименовании города Бомбей в Мумбаи.
  - Вьетнам стал первой социалистической страной, принятой в Ассоциацию государств Юго-Восточной Азии (АСЕАН).
- 1997 — На Кубе открылся первый после распада СССР Международный фестиваль молодёжи и студентов.

### XXI век
- 2002 — катастрофа Ил-86 под Москвой, 14 погибших.
- 2005 — Временная Ирландская республиканская армия объявила о прекращении вооружённой борьбы.
- 2010 — катастрофа A321 под Исламабадом, 152 погибших.
- 2011 — катастрофа Boeing 747 возле Чеджудо.

## Родились
См. также: Категория:Родившиеся 28 июля

### До XIX века
- 1165 — Ибн Араби (ум. 1240), исламский богослов, теоретик суфизма.
- 1458 — Якопо Саннадзаро (ум. 1530), итальянский гуманист, поэт.
- 1635 — Роберт Гук (ум. 1703), английский физик, химик, математик, астроном, биолог, изобретатель и архитектор.
- 1694 — граф Александр Бутурлин (ум. 1767), генерал-фельдмаршал, московский губернатор (1742—1744, 1762—1763).
- 1707 — граф Роман Воронцов (ум. 1783), русский государственный деятель, сенатор, отец Екатерины Дашковой.
- 1745 — граф Пётр фон дер Пален (ум. 1826), российский военный деятель, генерал от кавалерии, один из организаторов убийства императора Павла I.
- 1750 — Филипп Фабр д’Эглантин (казнён в 1794), французский сатирик, революционер.

### XIX век
- 1804 — Людвиг Фейербах (ум. 1872), немецкий философ.
- 1806 — Александр Иванов (ум. 1858), русский художник, академик Петербургской АХ.
- 1811 — Джулия Гризи (ум. 1869), итальянская оперная певица (сопрано).
- 1812 — Юзеф Игнацы Крашевский (ум. 1887), польский писатель, публицист, историк.
- 1822 — Аполлон Григорьев (ум. 1864), русский поэт, критик, автор романсов.
- 1828 — Иосиф Гурко (ум. 1901), российский генерал-фельдмаршал.
- 1844 — Джерард Хопкинс (ум. 1889), английский поэт.
- 1845 — Эмиль Бутру (ум. 1921), французский философ и историк философии.
- 1851 — Теодор Липпс (ум. 1914), немецкий психолог, философ.
- 1859 — Мэри Андерсон (ум. 1940), американская театральная актриса.
- 1866 — Беатрикс Поттер (ум. 1943), английская детская писательница и художница.
- 1867 — Чарльз Перрайн (ум. 1951), американский и аргентинский астроном.
- 1871 — Сергей Булгаков (ум. 1944), русский философ, богослов, публицист («Философия хозяйства», «Философия имени»).
- 1874 — Эрнст Кассирер (ум. 1945), немецкий философ-идеалист.
- 1880 — Николай Андреев (ум. 1970), русский советский физик-акустик, академик АН СССР.
- 1887
  - Марсель Дюшан (ум. 1968), французский и американский художник.
  - Пётр Орешин (расстрелян в 1938), русский поэт и прозаик.
- 1892 — Филипп Катьо (ум. 1962), французский фехтовальщик, трёхкратный олимпийский чемпион.
- 1900
  - Владимир Трибуц (ум. 1977), советский адмирал, командующий Балтийским флотом в годы Великой Отечественной войны.
  - Владимир Шнейдеров (ум. 1973), кинорежиссёр, сценарист, оператор, народный артист РСФСР.

### XX век
- 1902 — Карл Поппер (ум. 1994), английский философ, создатель теории открытого общества.
- 1904 — Павел Черенков (ум. 1990), советский физик, лауреат Нобелевской премии (1958).
- 1905 — Норм Мэллой (ум. 1982), канадский хоккеист, олимпийский чемпион (1932).
- 1906 — Фёдор Решетников (ум. 1988), русский советский художник («Опять двойка» и др.), вице-президент АХ СССР.
- 1909 — Энне Бурда (ум. 2005), немецкая издательница, создатель журнала «Burda moden».
- 1915 — Чарльз Хард Таунс (ум. 2015), американский физик, лауреат Нобелевской премии (1964).
- 1916 — Степан Ожигин (ум. 1992), театральный актёр, народный артист РСФСР.
- 1922
  - Владимир Карпов (ум. 2010), русский советский писатель, публицист, общественный деятель, Герой Советского Союза.
  - Жак Пикар (ум. 2008), швейцарский исследователь морских глубин.
- 1923 — Владимир Басов (ум. 1987), актёр, кинорежиссёр, сценарист, народный артист СССР.
- 1925
  - Барух Бламберг (ум. 2011), американский биохимик, лауреат Нобелевской премии (1976).
  - Хуан Альберто Скьяффино (ум. 2002), уругвайский и итальянский футболист, чемпион мира, лучший футболист Уругвая XX в.
- 1926 — Инна Макарова (ум. 2020), киноактриса, народная артистка СССР.
- 1929 — Жаклин Кеннеди (ум. 1994), первая леди США с 1961 по 1963 год.
- 1932 — Валентина Березуцкая (ум. 2019), советская и российская актриса театра и кино.
- 1933 — Александр Колкер, композитор, заслуженный деятель искусств РСФСР.
- 1934 — Илья Авербах (ум. 1986), советский кинорежиссёр, сценарист.
- 1937 — Виктор Мережко (ум. 2022), кинорежиссёр, сценарист, народный артист России.
- 1938 
  - Луис Арагонес (ум. 2014), испанский футболист и тренер.
  - Альберто Фухимори (ум. 2024), 45-й президент Перу (1990—2000).
- 1941 — Риккардо Мути, итальянский дирижёр, в 1986—2005 гг. художественный руководитель театра «Ла Скала».
- 1943
  - Билл Брэдли, американский баскетболист и политик, олимпийский чемпион (1964), двукратный чемпион НБА, сенатор (1979—1997).
  - Марианна Вертинская, актриса театра и кино, заслуженная артистка РСФСР, старшая дочь Александра Вертинского.
  - Ричард Райт (ум. 2008), британский музыкант, автор песен, клавишник рок-группы «Pink Floyd».
- 1947 — Елена Белова (Новикова), советская фехтовальщица на рапирах, 4-кратная олимпийская чемпионка, многократная чемпионка мира.
- 1951
  - Наталия Белохвостикова, советская и российская киноактриса, народная артистка РСФСР.
  - Сантьяго Калатрава, испанско-швейцарский архитектор.
- 1952 — Маха Вачиралонгкорн, король Таиланда с 2016 года.
- 1953 — Владимир Рушайло, российский военный и государственный деятель, генерал-полковник, Герой России.
- 1954 
  - Стив Морс, американский гитарист, участник группы Deep Purple.
  - Уго Чавес (ум. 2013), президент Венесуэлы (1999—2002, 2002—2013).
- 1956 — Андрей «Дюша» Романов (ум. 2000), советский и российский рок-музыкант.
- 1958 — Терри Фокс (ум. 1981), канадский активист.
- 1960 — Владимир Гришко, советский, украинский и американский певец (тенор).
- 1961 — Скотт Эдвард Паразински, американский астронавт, доктор медицины.
- 1966 — Мигель Анхель Надаль, испанский футболист.
- 1969 — Юлия Меньшова, российская актриса театра и кино, телеведущая.
- 1971
  - Абу Бакр аль-Багдади (погиб в 2019), лидер террористической организации Исламское государство.
  - Анни Перро, канадская шорт-трекистка, двукратная олимпийская чемпионка.
- 1972
  - Элизабет Беркли, американская актриса и модель.
  - Александр Хабаров, российский журналист и телеведущий, лауреат премии «ТЭФИ».
- 1974 — Алексис Ципрас, премьер-министр Греции (2015—2019).
- 1977 — Ману Джинобили, аргентинский баскетболист, олимпийский чемпион (2004), 4-кратный чемпион НБА.
- 1982 — Максим Матвеев, российский актёр театра и кино.
- 1984 — Зак Паризе, американский хоккеист.
- 1987
  - Педро Родригес, испанский футболист, чемпион мира (2010) и Европы (2012).
  - Евгений Хачериди, украинский футболист.
- 1988 — Олег Антонов, итальянский волейболист русского происхождения.
- 1993
  - Харри Кейн, английский футболист.
  - Шер Ллойд, британская певица, актриса и модель.

## Скончались
См. также: Категория:Умершие 28 июля

### До XIX века
- 1015 — Владимир Святославич (р. ок. 956), киевский князь, святой.
- 1655 — Савиньен Сирано де Бержерак (р. 1619), французский драматург, философ, поэт и писатель.
- 1741 — Антонио Вивальди (р. 1678), итальянский композитор, скрипач и дирижёр.
- 1750 — Иоганн Себастьян Бах (р. 1685), немецкий композитор.
- 1794 — казнены 22 деятеля Великой французской революции, в том числе:
  - Максимилиан Робеспьер (р. 1758);
  - Луи Антуан Сен-Жюст (р. 1767);
  - Жорж Кутон (р. 1755).

### XIX век
- 1808 — убит Селим III (р. 1761), султан Османской империи (1789—1807). По другим данным, 29 июля.
- 1818 — Гаспар Монж (р. 1746), французский математик, основоположник начертательной геометрии.
- 1836 — Натан Майер Ротшильд (р. 1777), немецкий финансист, основатель английской ветви Ротшильдов.
- 1842 — Клеменс Брентано (р. 1778), немецкий писатель-романтик, сказочник, поэт.
- 1846 — Василий Демут-Малиновский (р. 1779), русский скульптор-монументалист.
- 1869
  - Ян Эвангелиста Пуркине (р. 1787), чешский физиолог, анатом и педагог, политический деятель.
  - Карл Густав Карус (р. 1789), немецкий врач, художник и учёный, теоретик романтизма в искусстве.
- 1872 — Пров Михайлович Садовский-старший (р. 1818), актёр Малого театра.
- 1899 — Антонио Гусман Бланко (р. 1829), южноамериканский политик, дипломат, публицист, трижды президент Венесуэлы.

### XX век
- 1904 — убит Вячеслав Плеве (р. 1846), российский государственный деятель, министр внутренних дел (1902—1904).
- 1937 — Абдул-Муслим Магомаев (р. 1885), азербайджанский советский композитор и дирижёр.
- 1938 — расстрелян Иоаким Вацетис (р. 1873), латышский советский военачальник, командарм 2-го ранга.
- 1940 — Герда Вегенер (р. 1886), датская художница и график.
- 1942 — Флиндерс Питри (р. 1853), английский археолог.
- 1948 — Николай Подвойский (р. 1880), советский партийный и военный деятель.
- 1962 — Франц Конвичный (р. 1901), немецкий дирижёр.
- 1965 — Эдогава Рампо (р. 1894), японский писатель и критик.
- 1968 — Отто Ган (р. 1879), немецкий радиохимик, открывший ядерную изомерию, нобелевский лауреат (1944).
- 1969 — Константин Скоробогатов (р. 1887), актёр театра и кино, народный артист СССР.
- 1980 — Тамаш Реньи (р. 1929), венгерский режиссёр.
- 1982 — Владимир Смирнов (р. 1954),  советский рапирист, олимпийский чемпион (1980).
- 1983 — Иван Бенедиктов (р. 1902), советский государственный деятель, дипломат.
- 1991 — Пётр Масоха (р. 1904), украинский советский актёр театра и кино.
- 1999 — Георгий Рерберг (р. 1937), советский и российский кинооператор, народный артист РСФСР.

### XXI век
- 2002 — Арчер Джон Портер Мартин (р. 1910), британский биохимик и физико-химик, нобелевский лауреат по химии (1952).
- 2004 — Фрэнсис Крик (р. 1916), британский молекулярный биолог, биофизик и нейробиолог, нобелевский лауреат (1962).
- 2006
  - Владимир Дахно (р. 1932), советский и украинский художник-мультипликатор, режиссёр, сценарист.
  - Дэвид Геммел (р. 1948), английский писатель-фантаст.
- 2008 — Виктор Попов (р. 1934), народный артист СССР, выдающийся хормейстер, основатель Большого детского хора.
- 2014 — Теодор Ван Кирк (р. 1921), штурман бомбардировщика «Энола Гэй», сбросившего первую атомную бомбу на Хиросиму.
- 2016 — Эмиль Зинсу (р. 1918), дагомейский политик, президент страны (1968—1969).
- 2019 — Владимир Кара-Мурза (р. 1959), российский журналист, теле- и радиоведущий.
- 2020 — Александр Аксинин (р. 1954), советский легкоатлет, олимпийский чемпион (1976).
- 2021
  - Олег Бакланов (р. 1932), советский хозяйственный и политический деятель, лауреат Ленинской премии (1982).
  - Владимир Дикий (р. 1962), советский и украинский футболист и тренер.
- 2021
  - Лаура Дальмайер (р. 1993), немецкая биатлонистка, двукратная олимпийская чемпионка (2018), семикратная чемпионка мира (2015, 2016, 2017), обладательница Кубка мира 2016/2017.
  - Джонта, Сальваторе[итал.] (р. 1930), итальянский ватерполист, олимпийский чемпион (1960).

## Приметы
Кирик и Улита. Улитины именины. Кирики.
- «Не жни на Кирика и Улиту — видение увидишь».
- Матушка Улита считается бабьей заступницей[8].

Владимир Красное Солнышко.
- На Владимира Красно Солнышко солнце краснее светит.